# Félix Faure
Félix Faure   (París, 30 de gener de 1841 - París, 16 de febrer de 1899) fou un polític francès, president de la Tercera República Francesa del 1895 al 1899.
Segons David Bell, Felix Faure va néixer a París i es va traslladar a Le Havre on es va convertir en un armador d'èxit. Va passar de la política local i va ser elegit a la Cambra de Diputats el 1881. Va començar com a ministre subaltern i va esdevenir ministre de Marina i Colònies. Va ser elegit setè president de la Tercera República el 1895 i va morir en el càrrec el 1899. No va destacar en el lideratge però va tenir èxit en el paper simbòlic de president. La seva tècnica va ser aprofitar el seu aspecte distingit i la seva cordialitat per millorar la dignitat de la presidència en els actes formals. Va intentar esmorteir l'enorme controvèrsia de l'Afer Dreyfus negant-se a reobrir el cas malgrat les proves a favor de l'oficial deshonrat. La seva presidència es va preocupar totalment de la cerimònia, no de la substància.

## Biografia
Félix François Faure va néixer a París, fill d'un fabricant de petits mobles Jean-Marie Faure (1809–1889) i de la seva primera esposa, Rose Cuissard (1819–1852).
Després d'haver començat com a adobador i comerciant a Le Havre, Faure va adquirir una riquesa considerable, va ser elegit a l'Assemblea Nacional el 21 d'agost de 1881 i va ocupar el seu seient com a membre d'Esquerra, interessant-se principalment en temes relacionats amb l'economia, els ferrocarrils i la marina. El novembre de 1882, va esdevenir subsecretari de les colònies al ministeri de Jules Ferry, i va mantenir aquest càrrec fins a 1885. Va ocupar el mateix càrrec al ministeri de Tirard a 1888, i el 1893 va ser nomenat vicepresident de la cambra.
El mateix any fou nomenat ministre de marina per Charles Dupuy, i el gener del 1895 fou escollit inesperadament President de la República Francesa després de la dimissió de Jean Casimir-Perier, potser per pressions dels moderats. Un dels seus principals actes fou rebre el 1896 la visita del tsar de Rússia, Nicolau II, i la seva visita a Rússia el 1897, per tal de segellar l'Aliança Franco-Russa.
Els seus darrers anys de govern foren entelats per l'escàndol provocat per l'afer Dreyfus, i per la sobtada mort d'en Faure el 1899 d'un atac de cor, provocat, segons es deia, per la pràctica de sexe oral amb una de les seves amants, Marguerite Steinheil. Aquest fet, mai no desmentit, fou objecte de nombrosos acudits de mal gust a l'època.